# کوده (سوئد)
شهر کوده (به سوئدی: Skövde) در ناحیه شهری کوده در کشور سوئد واقع شده‌است. جمعیت این شهر 36842 نفر است.

## نگارخانه

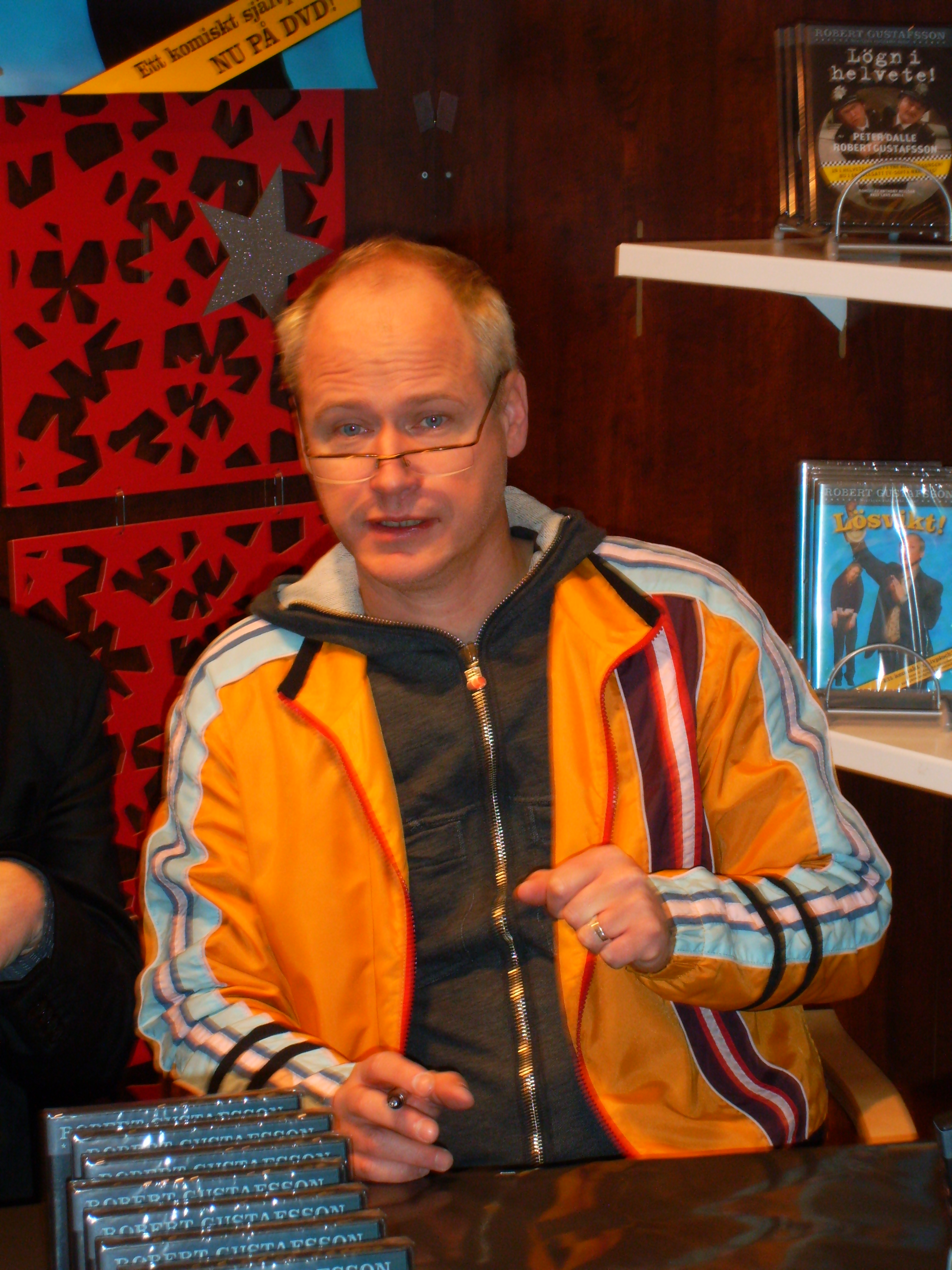
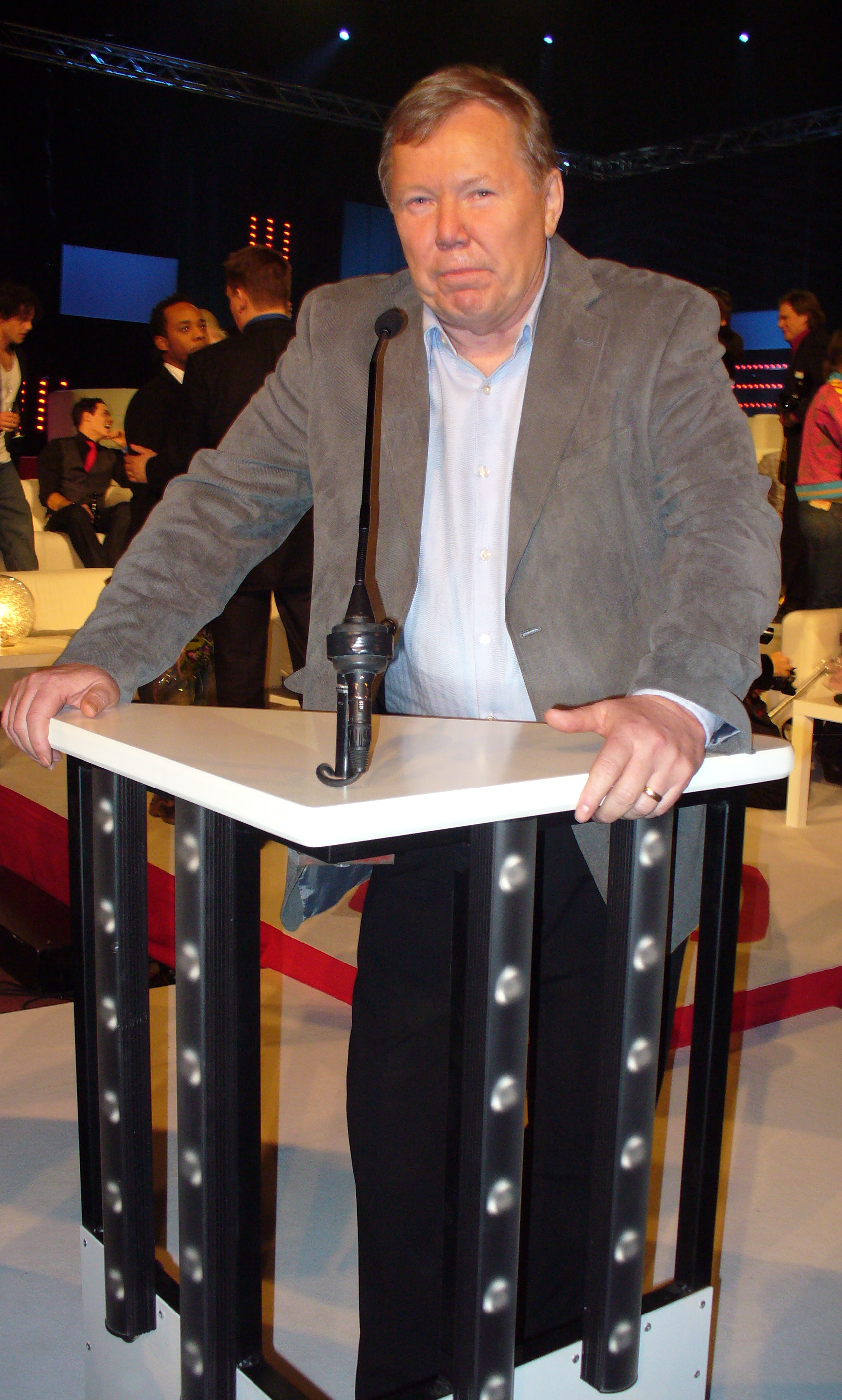
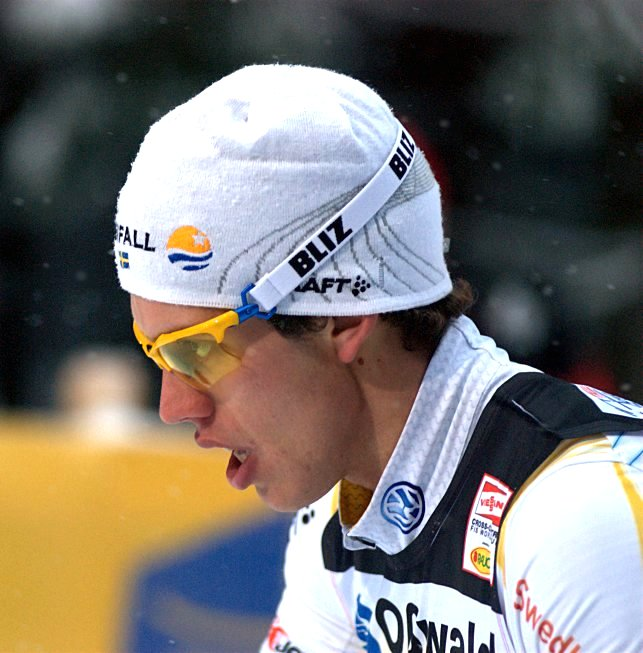
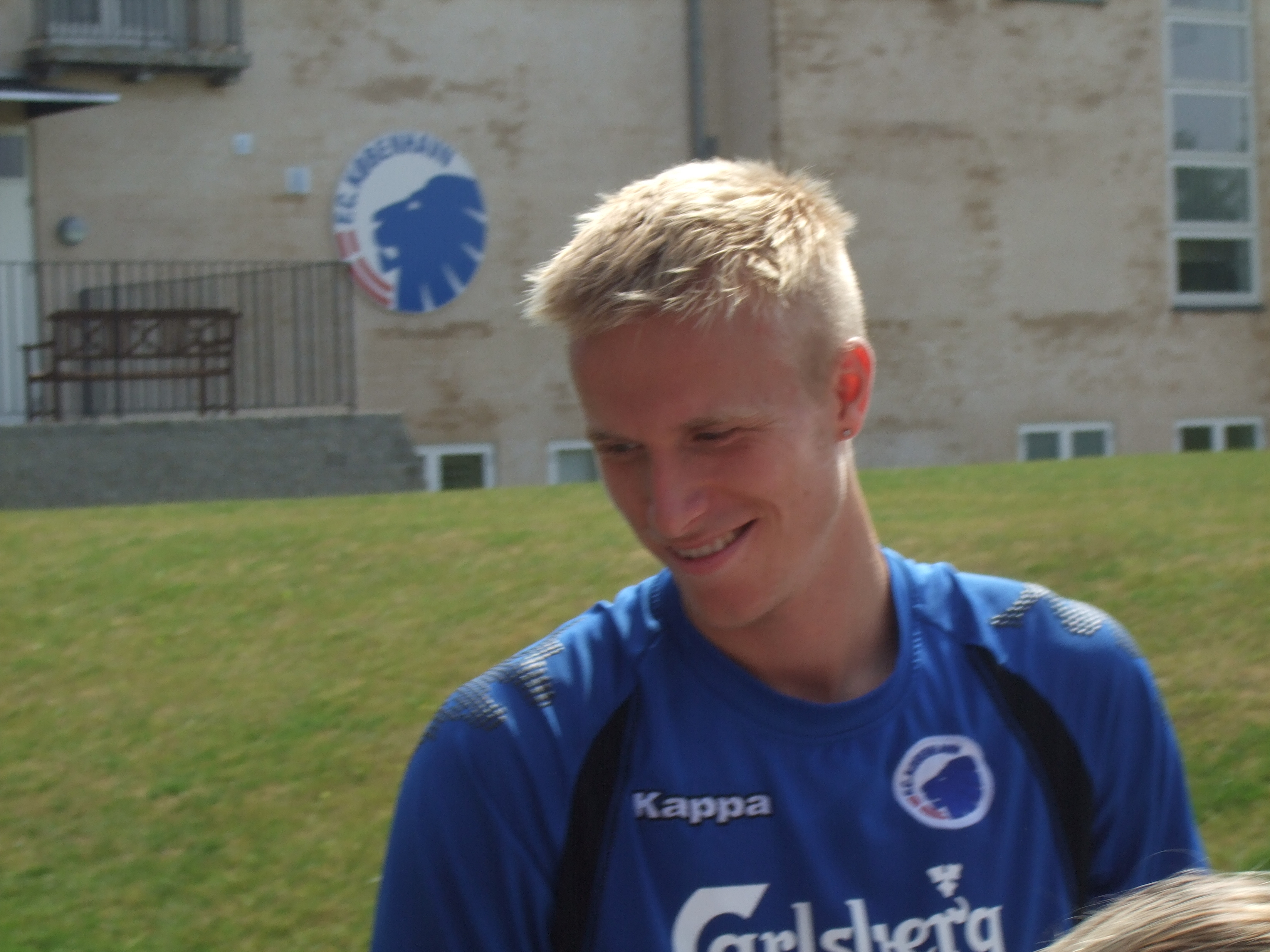